# محاسن اصفهان
محاسن اصفهان نام کتابیست از مفضّل بن سعد بن حسین مافرّوخى اصفهانی، به زبان عربی نوشته شده که از احوالات مولف آن اطلاع دقیقی نداریم. از چند موضع کتاب به خوبی واضح می‌شود که تالیف آن در ایام سلطنت سلطان معز الدین ابوالفتح ملکشاه سلجوقی (۴۶۵-۴۸۵ ه.ق.) و دوره صدارت خواجه نظام الملک طوسی صورت گرفته و در آن ایام حکومت اصفهان با نصره الدین ابوالفتح مظفر ملقب به فخرالملک بوده است.
این فخر الملک هیچ کس دیگر نمی تواند باشد مگر خواجه ابوالفتح پسر ارشد خواجه نظام الملک(۴۳۴-۵۰۰) و او که در ایام وزارت پدرش در دیوان به دبیری یا در ولایات به امارت سر می کرده، در حیات پدر چنانکه در متن محاسن نیز آمده "نصره الدین" لقب داشته ولی پس از قتل نظام الملک و رسیدن به مقام وزارت، لقب او از "نصره الدین" به "نظام الملک" مبدل گردید و در دیوان معزی اشاره به هر دو لقب او هست.(محاسن اصفهان، مقدمه، د)
رساله عربی محاسن اصفهان ، کتاب مفصلی در تاریخ یا جغرافیا یا خصوصیات اصفهان نیست بلکه رساله ایست که آن را مولف در نعت این شهر و ذکر محاسن آن جمع آورده و در ضمن بسیاری از فواید تاریخی و جغرافیایی و ادبی متعلق به موطن خود را در آن گنجانیده و بیش از همه در فصاحت عبارات و نمودن جنبه هنر انشاء خود در زبان عربی کوشیده و آن را تحفه مجلس والی اصفهان ساخته است.
مترجم کتاب، حسین بن محمد بن ابی الرضا آوی نیز با رعایت همین نظر اخیر، متن را به نام خواجه غیاث الدین محمد بن خواجه رشید الدین فضل الله همدانی به قالب فارسی در آورده و آن را در سال ۷۲۹ یعنی وزارت همین خواجه برای ابوسعید بهادر خان، به او تقدیم کرده است. لیکن مترجم ترتیب اصلی متن را در ترجمه رعایت نکرده است و مطالب را به میل خود در طی هشت باب مرتب ساخته و از خود نیز فواید بسیاری بخصوص راجع به دوره آخری حکومت ایلخانان بر ایران بر آن افزوده است.(همان، ه)

## منبع
محاسن اصفهان تالیف مفضل بن سعد مافروخی، حسین بن محمد آوی (مترجم)، محمدرضا زادهوش (ویراستار)، عباس اقبال آشتیانی(گردآورنده)